# Nora Ebbesen
Nora Ebbesen var i slutningen af 1800-tallet en kendt, københavnsk kurtisane. Hun har også skrevet sine erindringer.
Danmarks Radio sendte Nora Ebbesen – Danmarks første demimonde den 11. februar 2004. Hun var, ifølge oplysningerne i udsendelsen, født i Hestemøllestræde i 1841 og døbtes i Vor Frue Kirke som Eleonora Frederikke Esbensen datter af ugifte Ane Kirstine Esbensen.